# 易武镇
易武镇，是中华人民共和国云南省西双版纳傣族自治州勐腊县下辖的一个乡镇级行政单位。
2015年1月14日，云南省人民政府批复同意撤销易武乡，设立易武镇。

## 行政区划
易武镇下辖以下地区：
易武村、麻黑村、纳么田村、曼腊村、倮德村和曼乃村。

## 中国传统村落
2012年，十字街村被评为首批“中国传统村落”。